# Salto (Argentinien)
Salto ist ein Ort in der argentinischen Provinz Buenos Aires mit 32.628 Einwohnern (2010).

## Söhne und Töchter des Ortes
- Martín Balza (* 1934), Offizier und Diplomat
- Eduardo Guerrero (1928–2015), Ruderer